# رادوستین (ناحیه ژدار ناد سازاوو)
رادوستین (به چکی: Radostín) یک منطقهٔ مسکونی در جمهوری چک است که در ناحیه ژدار ناد سازاووو واقع شده‌است. رادوستین ۱۰٫۶۷ کیلومتر مربع مساحت و ۱۵۸ نفر جمعیت دارد و ۶۲۸ متر بالاتر از سطح دریا واقع شده‌است.